# Dichromodes tritospila
Dichromodes tritospila là một loài bướm đêm trong họ Geometridae.